# جرب العك (عبس)

تعديل مصدري - تعديل

جرب العك هي إحدى قرى عزلة مطولة بمديرية عبس التابعة لمحافظة حجة، بلغ تعداد سكانها 504 نسمة حسب تعداد اليمن لعام 2004.